# 頭城東嶽廟

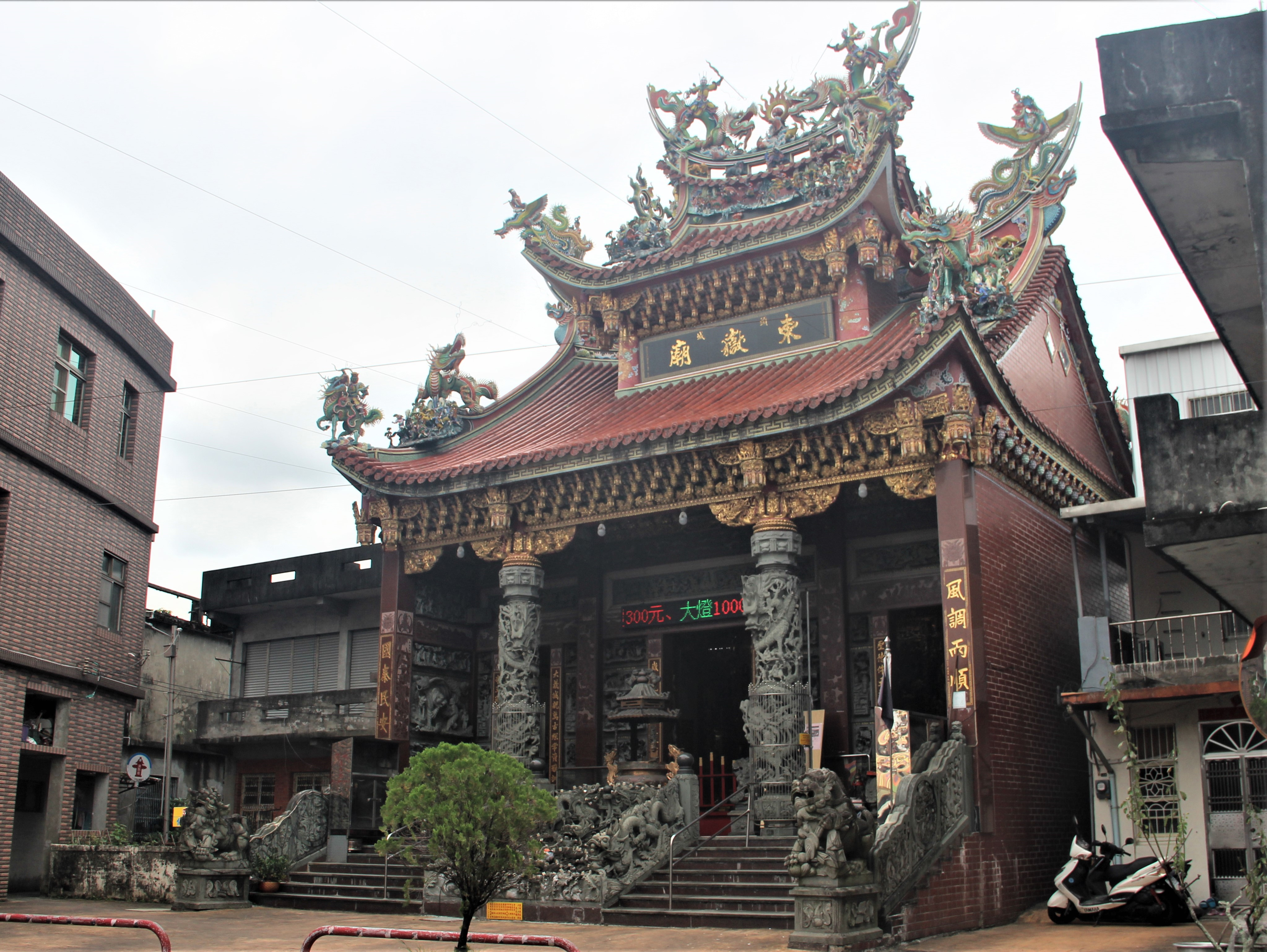

頭城東嶽廟，俗稱東嶽殿、嶽帝廟，地址在臺灣宜蘭縣頭城鎮纘祥路133號，是臺灣的東嶽廟，主祀東嶽大帝。
清代同治九年（1870年），福建漳州府平和縣吳姓、黃姓移民由唐山合奉東嶽大帝香火渡臺，由烏石港登陸後，在頭圍堡中崙庄港子墘築庵奉祀，臺灣割讓後依舊神威顯赫，明治年間，連日本籍的警察分駐所長都來、擲茭求問，所長認為極為靈驗，發起檀那募捐，建造大廟。當地仕紳曹天和獻地，乩童黃慶擔任管理人，明治卅六年（1903年）建廟，大正六年（1917年）定名為「集興堂」，後改名為東嶽廟。
另頭城東嶽廟每年與頭城城隍廟輪流舉辦「頭城大拜拜」活動，先為舊曆三月二十六日由東嶽廟舉辦，次年為正月初六由城隍廟舉辦，為頭城鎮每年之宗教盛事，不遜於頭城搶孤。